# Penha Circular
Penha Circular és un barri de la Leopoldina en la Zona Nord del municipi de Rio de Janeiro.

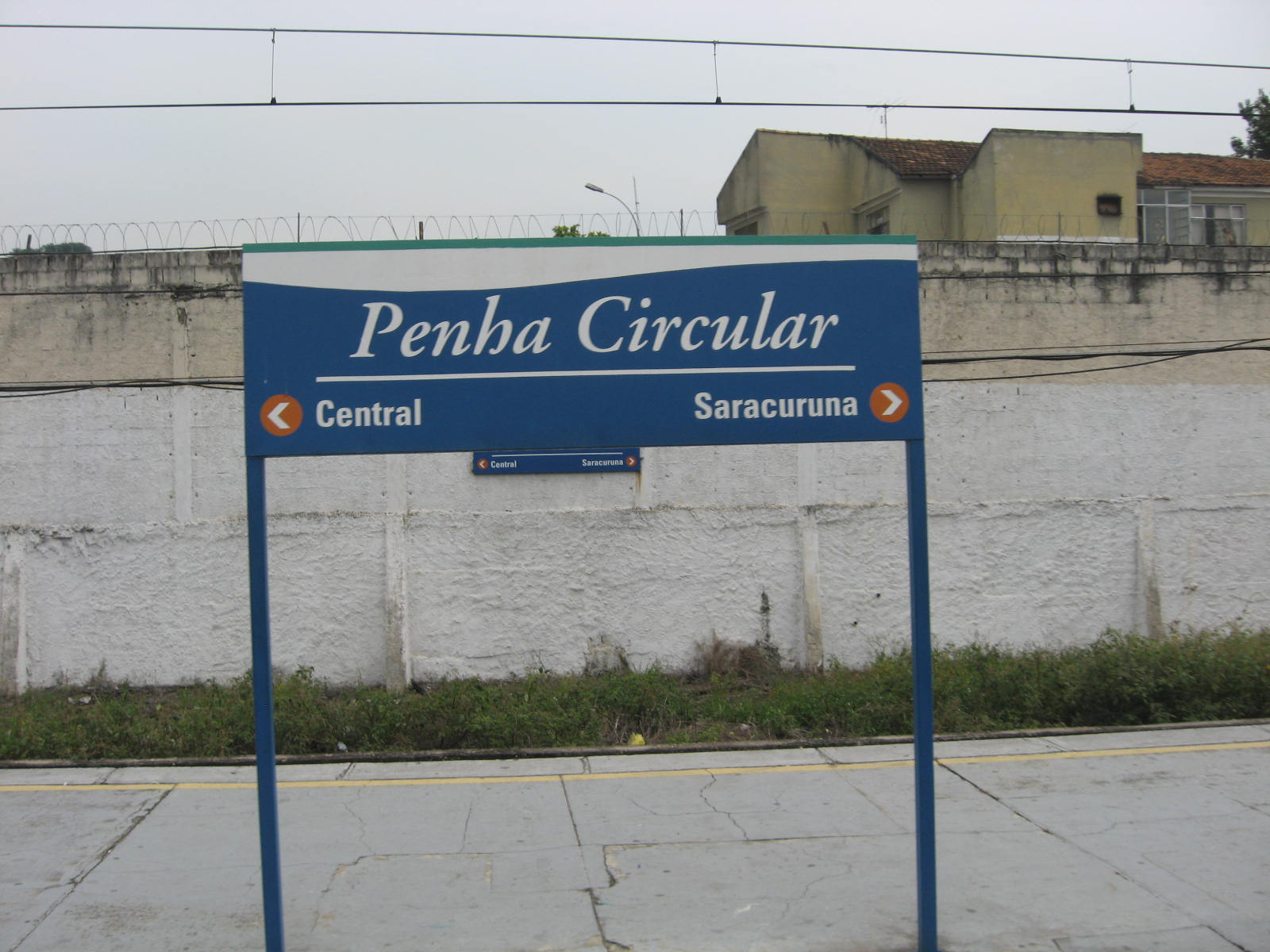
Estació de tren de la Super ViaVia.

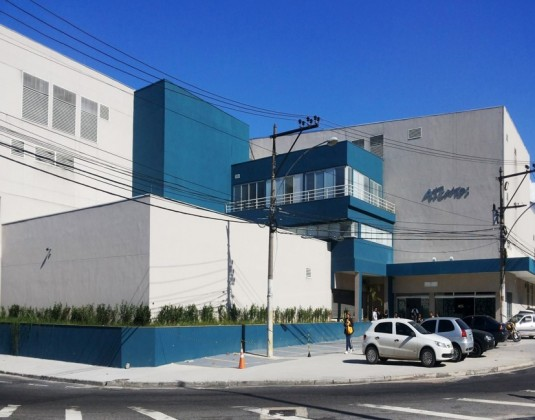
Atempto en la Av. Lobo Júnior.

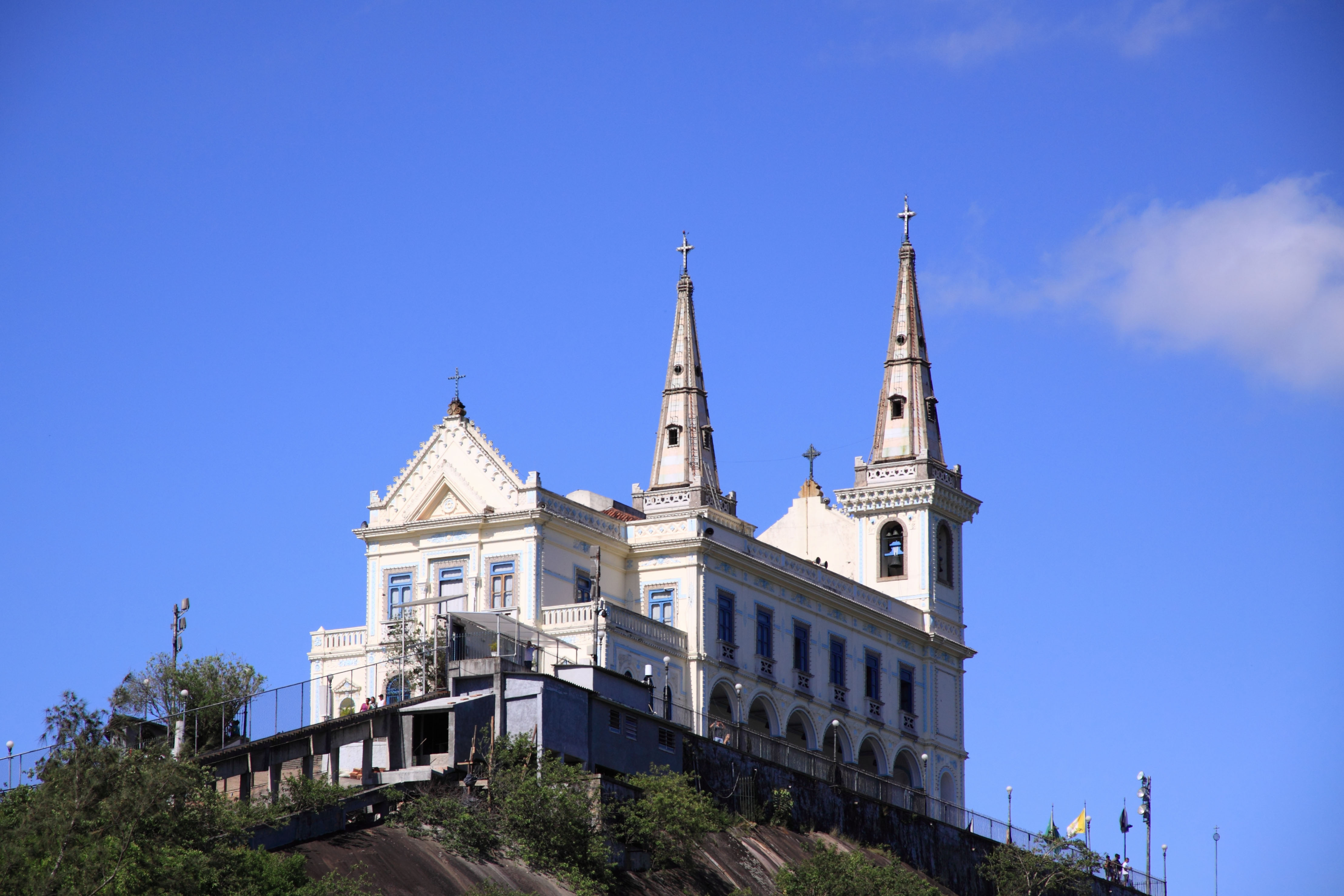
Església de la Penha.

Limita amb els barris de Brás de Pina, Vila da Penha, i Penha. És tallat per la Línia Saracuruna dels trens de la SuperVia.

## Història
El barri Penha Circular va rebre aquest nom quan encara havia trens Maria Fumaça, que utilitzaven una línia circular que hi havia en el lloc de l'actual Estació Penha Circular per a maniobrar les locomotores. La seva existència és ignorada per molts, que ho acaben el considerant com una extensió de Penha, Brás de Pina o Vila da Penha.
En el barri queda localitzat el complex majorista Mercado São Sebastião als marges de l'Avinguda Brasil, una fàbrica de la marca de roba interior DeMillus en la Av Lobo Júnior i l'Hospital Mário Kroeff (referència en el tractament de càncer). El barri compta amb el Parc Ary Barroso, a més de tenir l'Hospital Estadual Getúlio Vargas proper ja en el barri de Penha. Al llarg de l'Avinguda Brás de Pina i Av Vicente de Carvalho es troba el BRT TransCarioca, connectant el barri a altres punts de la ciutat com Madureira, Jacarepaguá, Barra da Tijuca i a l'Aeroport Internacional de Rio.

## Dades del barri
El barri de Penha Circular forma part de la regió administrativa de Penha. Els barris integrants d'aquesta regió administrativa són: Brás de Pina, Penha i Penha Circular.
L'Estació Penha Circular és representada en la bandera de la GRES Imperatriz Leopoldinense amb 1 estrella, així com els altres barris de la Zona de la Leopoldina que tenen estació de tren.